# Eugene Guth
Eugene Guth, in Europa veröffentlichte er auch früher als Eugen Guth, (* 21. August 1905 in Budapest; † 5. Juli 1990) war ein US-amerikanischer Physiker mit ungarischen Wurzeln.

## Leben
Guth wurde 1928 an der Universität Wien bei Hans Thirring in theoretischer Physik promoviert. Als Post-Doktorand war er an der ETH Zürich bei Wolfgang Pauli und 1930/31 an der Universität Leipzig bei Werner Heisenberg. Ab 1932 war er Professor an der Universität Wien. Damals befasste er sich mit Kernphysik, wobei er mit Theodor Sexl zusammenarbeitete. 1937 ging er in die USA als an die University of Notre Dame, wo er 1941 Professor wurde und 1941 bis 1955 das von ihm gegründete Labor für Polymerphysik leitete (mit einer Forschungsprofessur). 
Im Zweiten Weltkrieg war er 1943 bis 1945 Direktor des Office of Rubber Research Project und 1946 bis 1955 war er Direktor der Projekte Polymerphysik und Theoretische Physik des Office of Naval Research. 1956 bis 1971 war er technischer Berater des Oak Ridge National Laboratory. 
1971/72 war er Gastprofessor an der Rice University und 1968 bis zu seinem Tod 1990 in Teilzeit Professor an der University of Tennessee.
1942 wurde er US-Staatsbürger. Er war seit 1947 mit Roma Claire Lynch verheiratet und hatte vier Kinder.
1938 wurde er Fellow der American Physical Society. 1965 erhielt er die Bingham Medal. 1979 erhielt er das Ehrenkreuz für Wissenschaft und Kunst der Republik Österreich.
Zu seinen Schülern zählt Paul Urban.

## Werk
Er gilt als einer der Pioniere in Physik und Physikalischer Chemie der Polymere und deren Rheologie, wobei er sowohl theoretisch als auch experimentell arbeitete. Mit Herman Mark entwickelte er eine kinetische Theorie der Gummielastizität mit dem Modell eines Polymers als langkettiges, flexibles Molekül, das in einer Flüssigkeit Zufallsstößen einer Brownschen Bewegung unterworfen ist, und konnte eine Formel für den Entropie-Gewinn beim Verknäueln der Polymer-Moleküle angeben. Mit H. M. James entwickelte er 1939 eine Netzwerk-Theorie der Gummi-Elastizität. Außerdem befasste sich Guth mit der Viskosität von Suspensionen (wobei er auf Arbeiten von Albert Einstein und George Barker Jeffery aufbaute).
In der Kernphysik betrachtete er schon 1934 die Streuung von schnellen Elektronen an Kernen als Mittel zur Erforschung der Kernstruktur, ein Forschungsgebiet, für das Robert Hofstadter später den Nobelpreis erhielt, und Hofstadter würdigte auch Guth als Vorläufer seiner Forschung. Er behandelte die Anregung schwerer Kerne mit Röntgenstrahlen, veröffentlichte 1949 eine schalentheoretische Behandlung der Photo- und Elektrodisintegration von Berylliumkernen mit einer der frühesten Anwendungen der Distorted Wave Born Approximation (DWBA) in der Kernphysik (frühe Behandlung des Photoeffekts in Kernen, auch bei Deuterium), gab eine frühe Theorie die Coulombanregung von Kernen und schlug 1966 mit L. Wilets Coulomb-Spaltung von Kernen vor.
1962 verallgemeinerte er die Theorie der Zitterbewegung von Erwin Schrödinger in der relativistischen Quantenmechanik auf Teilchen beliebigen Spins.
Weitere Arbeiten befassten sich unter anderem mit elektrischen Leitungsphänomenen.
Schon 1929 veröffentlichte er ein Buch über die Geschichte der Quantentheorie.

## Schriften (Auswahl)

### Als Autor
Monographien
- Entwicklung und Grundlagen der Quantenphysik. Springer Verlag 1929.

Aufsätze
- Equations of State for Natural and Synthetic Rubbers I. In: Journal of Chemical Physics, Band 46 (1942), S. 826.
- zusammen mit S. Leonard Dart: Rise of Temperature on Fast Stretching of Butyl Rubber. In: Journal of Chemical Physics, Band 13 (1945), S. 28.
- zusammen mit Hubert M. James: Theory of Retraction of Stressed Rubber In: Physical Review, Band 66 (1944), S. 33.
- zusammen mit Hubert M. James: Wave Equations for Finite Elastic Strains. In: Journal of Applied Physics, Band 16 (1945), S. 643.
- zusammen mit Hubert M. James: Theory of Increase in Rigidity of Rubber During Cure. In: Journal of Chemical Physics, Band 15 (1947), S. 669.
- zusammen mit Donald G. Ivey und B. Adalbert Mrowca: Propagation of Ultrasonic Bulk Waves in High Polymers. In: Journal of Applied Physics, Band 20 (1949), S. 486.
- zusammen mit Hubert M. James: Simple Presentation of the Network Theory of Rubber. With a Discussion of Other Theories. In: Journal of Polymer Science B: Polymer Physics, Band 4 (1949), S. 153.
- zusammen mit Ming C. Wang: Statistical Theory of Networks of non-Gausian Flexible Chains. In: Journal of Chemical Physics, Band 20 (1952), S. 1144.
- zusammen mit Hubert M. James: Statistical Thermodynamics of Rubber Elasticity. In: Journal of Chemical Physics, Band 20 (1952), S. 1039.
- Statistical Mechanics of Polymers. In: Journal of Polymer Science C, Band 12 (1966), S. 89.
- Birth and Rise of Polymer Science - Myth and Truth, Keynote Address of the International Applied Polymer Science Symposium 1976, Stockholm. In: Journal of Applied Polymer Science, Band 35 (1979), S. 1.

### Herausgeber
- zusammen mit James E. Mark: Elastomeric Polymer Networks. Prentice Hall Publishers, 1992 (Festschrift zum 85. Geburtstag von Guth)